# Desa Simpar (administrativ by i Indonesien, Jawa Tengah, lat -6,99, long 109,78)
Desa Simpar är en administrativ by i Indonesien.   Den ligger i provinsen Jawa Tengah, i den västra delen av landet, 300 km öster om huvudstaden Jakarta.